# The Lawyer
The Lawyer es una revista británica mensual  para abogados profesionales y consejeros de empresa que apareció en 1987. Es propiedad de Centaur Media plc. Cada año la revista publica una lista con los 200 bufetes y empresas de asesoramiento de Reino Unido, y otra con las 100 empresas más importantes de Europa (excluyendo al Reino Unido).
La publicación, que fue semanal durante 30 años, pasó en abril de 2017 a una difusión mensual.
Tiene un suplemento para estudiantes de Derecho y abogados en prácticas, Lawyer 2B.

## Editores
La revista The Lawyer ha tenido cinco editores desde su aparición en 1987.
| Años      | Editor           |
| 1987-1991 | Lindsey Greig    |
| 1991-1995 | Fennell Betson   |
| 1995-1998 | Mary Heaney      |
| 1998-2000 | Sean Brierley    |
| 2000-     | Catrin Griffiths |

## Premios
La revista organiza distintos premios para la abogacía, así como las ceremonias de entrega. Entre otros, "The Lawyer Awards" o "The Lawyer European Awards"